# ONE N' ONLY
ONE N' ONLY（ワンエンオンリー）は、日本の5人組ダンス&ボーカルグループである。スターダストプロモーション所属の若手男性アーティスト集団「EBiDAN」から派生したグループで、もともとはEBiDAN内ユニットのEBiSSHとさとり少年団のメンバーによって結成された。

## 概要
グループ名には英語で「唯一無二」という意味が込められており、その名の通り他に類を見ない存在になることを目指している。2018年4月29日に合同ユニットとして結成され、同年11月21日に1stシングル「I'M SWAG」でデビューを果たした。デビュー当初は7人組で活動していたが、2019年12月31日にKOHKI（林幸輝）が学業専念のため卒業・芸能界引退し6人組となり、さらに2025年3月4日にKENSHIN（上村謙信）が重大なコンプライアンス違反により脱退して現在は5人体制となっている。略称はワンエン、ON’O。ファンの愛称はデビュー曲にちなみ「SWAG（スワッグ）」と名付けられている。グループカラーは「   白」。メンバーカラーは公式で発表されていない。
ONE N' ONLYはJ-POPとK-POPの要素を融合させた独自の音楽スタイルで知られ、「J-POPでもK-POPでもない“JK-POP”」を掲げて唯一無二の路線を貫いている。ボーカル3名（TETTA、REI、EIKU）とラップ＆ダンサー2名（HAYATO、NAOYA）からなる編成で、全員が高いダンスパフォーマンス力と歌唱・ラップスキルを兼ね備えている点が特徴である。楽曲はヒップホップやR&Bテイストのパーティーチューンからバラードまで幅広く、流行を取り入れたサウンドメイクで国内外の若い世代にアピールしている。特に2023年以降は中南米での活動経験を通じてラテン音楽の要素も取り入れ始め、「JK-POP」を進化させた「“Jatin Pop”」スタイルを打ち出している。このようにメンバーのルーツである日本のJ-POPと、K-POP的な洗練されたダンス＆ビジュアル、さらにラテンの情熱的エッセンスを融合させた独自路線で国内外の注目を集めている。
グループは国内での音楽活動のみならず、SNSを駆使したグローバル展開戦略でも成功を収めている。YouTubeに公開したミュージックビデオは海外からも反響を呼び、特にアジアや中南米、欧州の視聴者から多数のアクセスがある。中でもTikTokを活用した発信が功を奏し、2023年時点でTikTok公式アカウントのフォロワー数は580万人を突破して日本人男性アーティストとして第1位となっており、総再生回数も5億回を超える。メンバーはTikTokで流行のダンスや楽曲に積極的に挑戦・投稿し、言語の壁を超えて海外にもファン層を広げたと語っている。実際に自身の楽曲をポルトガル語に翻訳したバージョンをリリースするなど、海外のファンに直接届ける工夫も行っている。こうしたSNS戦略とグローバル志向により、日本のみならず世界的な人気を博しつつあり、南米を中心に海外公演も成功させて国境を超えた活躍を見せている。
2019年以降発表したシングルは発売イベントやライブツアーを精力的に行い、オリコンチャート上位にランクインした。2020年には1stアルバム『ON'O』を発表し、その後もコンスタントに新曲をリリースし続けている。2024年10月2日発売の3rd EP『Fiesta』ではグループ史上初となるオリコン週間アルバムランキング初登場1位を獲得し、自己最高の初週売上を記録した。またライブパフォーマンスにも定評があり、グループ初の全国47都道府県ツアー（後述）は全公演ソールドアウトとなった。さらにメンバー全員が主演を務める映画『バトルキング！！-We’ll rise again-』（2023年）シリーズの公開や、テレビ番組・舞台への出演など活動の幅も広げている。2025年4月7日、プレミアムイベント『ONE N’ ONLY Special Event ~Sweet Evening~』で、ユニバーサルミュージック/ Polydor Recordsよりメジャーデビューすることを発表した。

## メンバー
| 名前          | 本名                          | 生年月日               | 出身地   | 血液型 | ポジション               | ユニット     |
| ------------- | ----------------------------- | ---------------------- | -------- | ------ | ------------------------ | ------------ |
| REI レイ      | 沢村 玲 （さわむら れい）     | 1997年1月2日（28歳）   | 静岡県   | B      | ボーカル                 | EBiSSH       |
| TETTA テッタ  | 関 哲汰 （せき てった）       | 1997年11月24日（27歳） | 神奈川県 | B      | ボーカル                 | EBiSSH       |
| NAOYA ナオヤ  | 草川 直弥 （くさかわ なおや） | 1998年4月6日（27歳）   | 東京都   | A      | ラップ&ダンサー          | EBiSSH       |
| HAYATO ハヤト | 高尾 颯斗 （たかお はやと）   | 1999年9月17日（25歳）  | 静岡県   | AB     | リーダー ラップ&ダンサー | さとり少年団 |
| EIKU エイク   | 山下 永玖 （やました えいく） | 1999年12月19日（25歳） | 山梨県   | B      | ボーカル                 | さとり少年団 |

### 元メンバー
| 名前             | 本名                            | 生年月日              | 出身地 | 血液型 | ポジション      | ユニット     | 在籍期間              |
| ---------------- | ------------------------------- | --------------------- | ------ | ------ | --------------- | ------------ | --------------------- |
| KOHKI コーキ     | 林 幸輝 （はやし こうき）       | 1999年1月15日（26歳） | 千葉県 | AB     | ダンサー        | EBiSSH       | 結成 - 2019年12月31日 |
| KENSHIN ケンシン | 上村 謙信 （かみむら けんしん） | 1999年7月8日（26歳）  | 愛知県 | B      | ラップ&ダンサー | さとり少年団 | 結成 - 2025年3月4日   |

## 略歴

### 2018年
スターダストプロモーションのEBiDANから誕生した新ユニットとして、2018年4月にEBiSSHとさとり少年団の合同プロジェクト「ONE N' ONLY」が始動した。4月29日・5月6日に大阪と東京で開催されたEBiSSH×さとり少年団のツーマンライブ「OAO ～one and only～ EBiSSH vs SBC」では、アンコールで合同ユニット「One And Only」がお披露目され、新曲「I’M SWAG」を初披露し注目を集めた。5月には「I’M SWAG」のMVがYouTubeで公開され、公開1ヶ月で100万回再生を突破するなどデビュー前から異例の反響を得た。グループ名は当初「One And Only」と表記されていたが、5月16日付で現在の「ONE N' ONLY」に正式決定している。その後8月30日に公開したカップリング曲「Sexy Beach Party Yes!!」のMVは約2週間で200万回再生を超えた。こうした盛り上がりの中、同年10月には初の東名阪Zeppツアーを開催し、新曲「Dark Knight」など複数のオリジナル曲を初披露した。そして2018年11月21日、1stシングル「I’M SWAG」をリリースし渋谷マルイ屋上でデビュー記念イベントを開催。会場に収まりきらないほど多くのファンが集結し、グループの船出を盛大に祝福した。11月25日のリリースイベント最終日にはファンの呼称を「SWAG」、グループカラーを白に定めたことも発表されている。

### 2019年
デビュー翌年の2019年、ONE N' ONLYは勢いそのままに新曲を次々と発表した。2月には2ndシングル「Dark Knight」をリリースすることを発表し、各地の商業施設でリリースイベントツアーを開催して新曲「Black Hole」や「POP! POP!」を初披露した。5月8日に発売した「Dark Knight」はオリコン週間シングルランキングで1位を獲得し、発売記念イベント最終日には全持ち曲を披露する圧巻のステージでファンを沸かせた。5月下旬から6月にかけてはグループ初の全国5大都市（東京・名古屋・大阪・宮城・福岡）ツアーを開催し、新曲「Category」「HOLIDAY」を初披露するとともに、ツアー最終日には東名阪Zeppツアーの開催決定を発表した。さらに7月には3rdシングルとして両A面の「Category/My Love」の発売を告知し、スペシャルコラボカフェ「ONE N’ ONLY CAFÉ」やカラオケルームとのタイアップなど話題作りも展開した。10月16日には3rdシングル「Category/My Love」を発売し、オリコン週間シングルランキングで1位を獲得するなど好調なセールスを記録した。秋には東名阪Zeppツアー「ONE N' LIVE Zepp Tour 2019」を開催し、新曲「Only One For Me」を初披露するとともに、冬のクリスマスライブ開催も発表された。しかし同年11月26日、ダンサーのKOHKI（林幸輝）が学業に専念するため年内でグループを卒業し事務所も退所することを発表。12月15日のクリスマスライブ「ONE N' ONLY de X'mas 2019」がKOHKIにとってグループ在籍最後の公演となり、彼は12月31日付でONE N' ONLYおよびEBiSSHから卒業し芸能界を引退した。これによりグループは6人体制となった。

### 2020年
1月21日付で「ONE N' ONLYとしての活動に専念する」と公式ブログで発表し、元の派生ユニットであるEBiSSHとさとり少年団はこの日をもって活動休止状態となった。以降はメンバー全員がONE N' ONLYに一本化して活動を続けることとなった。2月7日には待望の1stアルバム『ON'O』のリリース決定を発表し、2月12日にはFOD・优酷（中国）の共同制作ドラマ『運命から始まる恋 -You are my Destiny-』の主題歌に「My Love」、挿入歌に「Destiny」「もっと大きな愛で包み込むから...」が起用されることが明らかになった。しかし春先から新型コロナウイルス感染症の影響でライブ活動が制限されると、メンバーはオンライン配信でのパフォーマンスに活路を見出した。4月15日にリリースされた1stアルバム『ON'O』はオリコン週間アルバムランキングで初登場12位を記録し、発売当日はインスタライブでのリリース記念イベントも実施された。対面ライブが困難な状況下、7月26日にグループ初の無観客オンラインライブを開催し、新曲「Shut Up! BREAKER」や「Beautiful」を初披露した。さらに9月23日・12月23日にもオンラインライブを開催し、「Breathe」「JUST LIKE ME」「L.O.C.A」など配信限定曲を次々と初公開した。コロナ禍にあっても精力的に新曲発表と発信を続けたONE N' ONLYは、アルバム収録曲「Shut Up! BREAKER」が日本テレビ系音楽番組のオープニングテーマに採用されるなど、メディア露出の面でも存在感を示した。

### 2021年
コロナ禍が続く中でも2021年になると徐々に有観客ライブが再開された。5月23日には約1年半ぶりとなる有観客でのワンマンライブを開催し、新曲「Video Chat」の初パフォーマンスや新曲候補「Starlight（仮）」などを披露して観客を沸かせた。続いて10月23日にはZepp Osaka Baysideにてライブ「ONE N' LIVE ～Supreme One 2021～」を開催し、大阪での公演は約720日（2年）ぶりとなった。この頃、グループのTikTokをきっかけに海外ファンが飛躍的に増加し、日本語の楽曲でも言語の壁を越えて受け入れられる手応えを得るようになる。メンバーもインタビューで「いつか海外ライブに挑戦したい」と語るなど視野を広げ始め、コロナ収束後のグローバル展開に意欲を見せていた。

### 2022年
2022年、ONE N' ONLYはいよいよ本格的に海外へ乗り出した。7月10日、グループ初の海外公演となるブラジル・サンパウロでのライブを実施し、大盛況のうちに成功を収めた。ONE N' ONLYはこの初海外ライブで熱狂的な現地ファンの存在と自らの世界的人気の可能性を実感することとなった。この年は音楽活動においても精力的で、テレビ東京系ドラマ『部長と社畜の恋はもどかしい』のオープニングテーマに「What’s Your Favorite?」が起用されたほか、テレビ東京系アニメ『デュエル・マスターズ WIN』の主題歌「Step Up」を担当するなどタイアップも増加した。

### 2023年
3月10日にはメンバー全員が主演を務めた初の映画作品『バトルキング！！-We’ll rise again-』が公開され、アクションやダンスを取り入れた青春ストーリーで俳優としての顔も披露した。また5周年記念プロジェクト「5 N' 5」を始動し、春にはホールツアー「ONE N' LIVE 2023 ～Departure～」を開催、1月から5ヶ月連続で新曲を配信リリースし、ミュージックビデオの制作、5時間55分55秒に及ぶ生配信企画を実施するなど、多角的な企画でファンを楽しませた。中でも海外展開では4月にグループ初となるラテンアメリカツアーを敢行し、4月1日から4日にかけてブラジルのサンパウロ・リオデジャネイロ・ポルトアレグレの3都市を巡る公演を成功させた。日本のダンス＆ボーカルグループがブラジルで単独公演を行うのは極めて珍しく、昨年のブラジル公演に続く南米でのワンマンツアーとなり、各地で現地ファンとの交流を深めたこのツアーにより、メンバーは「さらに自信がついた。もっと海外でチャレンジしたい」と語っている。国内では5月から6月にかけてホールツアーを開催し、培ったパフォーマンス力に磨きをかけた。さらにグループ史上最大規模の挑戦として、初の47都道府県ツアー「ONE N' SWAG ～Hook Up!!!!!!～」を同年10月よりスタートさせた。このツアーでは北海道から沖縄まで全国47公演を巡り、およそ半年間で延べ3万人以上を動員した。各公演のチケットは即日完売が相次ぎ、地方も含めて熱狂的なSWAGとの絆を再確認する機会となった。

### 2024年
年来の47都道府県ツアー「ONE N' SWAG ～Hook Up!!!!!!～」は年明け以降も続行され、4月27日に神奈川・パシフィコ横浜国立大ホールで行われたツアーファイナル公演『ONE N' SWAG ～All out～』にて完走を迎えた。グループ史上最大キャパシティ（約5000人収容）の会場となったこの公演もチケット完売となり、半年にわたる全国行脚を締めくくるに相応しい熱狂的なフィナーレとなった。終演後には秋のホールツアー「ONE N’ SWAG 2024 ¿Fiesta?」の開催決定が発表された。12月24日・25日にはクリスマスライブ「ONE N’ LIVE 2024 ハピホリ ～Merry XmaSWAG～」を開催。終演後さらなる飛躍へのサプライズとして、グループ史上最大規模となる春のホールツアー「LIVE TOUR 2025 ||: ONE N’ ONLY :||」の開催決定が発表された。このツアーではグループ初となる日本武道館でのワンマンライブ開催が予告された。音楽活動では、10月2日に3rd EP『Fiesta』をリリース。ラテンツアーを経て制作された本作は情熱的なラテンポップの要素が盛り込まれ、発売初週にグループ史上初のオリコン週間アルバムランキング1位を獲得する成功を収めた。これは自身最高の初週売上記録となり、ONE N' ONLYが国内チャートでもトップクラスの成果を上げ得ることを示した出来事となった。同年はこの他にも全国各地の大型イベントやメディアに出演し、グループの知名度と存在感を一層高めている。

### 2025年
2月14日と3月14日には主演映画シリーズ第2弾となる『BATTLE KING!! Map of The Mind -序奏・終奏-』の2部作が連続公開され、前作に続いてメンバー6人（公開時点）が豪華共演者とともにアクション青春映画に挑んだ。しかしその矢先の3月4日、メンバーのKENSHIN（上村謙信）に「重大なコンプライアンス違反」が判明したため同日付でグループ脱退および所属事務所契約解除となる緊急発表がなされた。のちに上村は香港でわいせつ行為を行った疑いで逮捕されたことが判明している。突然の脱退劇に対し、残ったメンバー5人（TETTA、REI、EIKU、HAYATO、NAOYA）はそれぞれSNS上で「頭が真っ白」「気持ちの整理がついていない」と心境を明かしつつ、「応援してくれるSWAGに心配と迷惑をかけて申し訳ない」と謝罪するコメントを発表した。衝撃的な出来事となったものの、メンバーは「今まで以上に全力で活動を続けていく」と決意を新たにし、ファンに引き続きの応援を呼びかけている。事実、既に発表されていた2025年の春ツアー「LIVE TOUR 2025 ||: ONE N’ ONLY :||」は5人体制で予定通り開催されることが公式発表されており、5月にはグループ初となる日本武道館公演が実現する運びとなっている。
4月7日、ホテルインターコンチネンタル東京ベイにて行われたプレミアムイベント『ONE N’ ONLY Special Event ~Sweet Evening~』で、ユニバーサルミュージック/ Polydor Recordsよりメジャーデビューすることをサプライズ発表した。6月18日にはメジャー初となるCDシングルの発売が決定している。
5月10日、「LIVE TOUR 2025 ||:ONE N’ ONLY:||」の最終公演が日本武道館(東京)で開催され、本ツアーは終幕した。この際、「LIVE TOUR 2025 「LUMINA」」(9月20日～11月30日、全6会場14公演、最終日程は「ぴあアリーナＭＭ」(神奈川)での公演)の開催が発表された。

## ディスコグラフィー

### シングル
| No.                         | 発売日              | タイトル            | 形態                   | 形態                | 規格品番            | オリコン （週間）   | 初出アルバム |
| SDR（インディーズ）         | SDR（インディーズ） | SDR（インディーズ） | SDR（インディーズ）    | SDR（インディーズ） | SDR（インディーズ） | SDR（インディーズ） |              |
| --------------------------- | ------------------- | ------------------- | ---------------------- | ------------------- | ------------------- | ------------------- | ------------ |
| 1st                         | 2018年11月21日      | I'M SWAG            | TYPE-A                 | TYPE-A              | ZXRC-1173           | 6位                 | ON'O         |
| 1st                         | 2018年11月21日      | I'M SWAG            | TYPE-B                 | TYPE-B              | ZXRC-1174           | 6位                 | ON'O         |
| 1st                         | 2018年11月21日      | I'M SWAG            | TYPE-C                 | TYPE-C              | ZXRC-1175           | 6位                 | ON'O         |
| 2nd                         | 2019年5月8日        | Dark Knight         | TYPE-A                 | TYPE-A              | ZXRC-1189           | 1位                 | ON'O         |
| 2nd                         | 2019年5月8日        | Dark Knight         | TYPE-B                 | TYPE-B              | ZXRC-1190           | 1位                 | ON'O         |
| 2nd                         | 2019年5月8日        | Dark Knight         | TYPE-C                 | TYPE-C              | ZXRC-1191           | 1位                 | ON'O         |
| 3rd                         | 2019年10月16日      | Category/My Love    | TYPE-A                 | TYPE-A              | ZXRC-1213           | 1位                 | ON'O         |
| 3rd                         | 2019年10月16日      | Category/My Love    | TYPE-B                 | TYPE-B              | ZXRC-1214           | 1位                 | ON'O         |
| 3rd                         | 2019年10月16日      | Category/My Love    | TYPE-C                 | TYPE-C              | ZXRC-1215           | 1位                 | ON'O         |
| 4th                         | 2023年3月8日        | We'll rise again    | TYPE-A                 | TYPE-A              | ZXRC-1250           | 4位                 | Departure    |
| 4th                         | 2023年3月8日        | We'll rise again    | TYPE-B                 | TYPE-B              | ZXRC-1251           | 4位                 | Departure    |
| Polydor Records（メジャー） |                     |                     |                        |                     |                     |                     |              |
| 1st                         | 2025年6月18日       | BLAST               | 初回限定盤A            | 初回限定盤A         | UPCH-7726           | 2位                 | ー           |
| 1st                         | 2025年6月18日       | BLAST               | 初回限定盤B            | 初回限定盤B         | UPCH-7727           | 2位                 | ー           |
| 1st                         | 2025年6月18日       | BLAST               | 通常盤                 | 通常盤              | UPCH-7733           | 2位                 | ー           |
| 1st                         | 2025年6月18日       | BLAST               | 初回限定メンバーソロ盤 | TETTA Ver.          | UPCH-7728           | 2位                 | ー           |
| 1st                         | 2025年6月18日       | BLAST               | 初回限定メンバーソロ盤 | REI Ver.            | UPCH-7729           | 2位                 | ー           |
| 1st                         | 2025年6月18日       | BLAST               | 初回限定メンバーソロ盤 | EIKU Ver.           | UPCH-7730           | 2位                 | ー           |
| 1st                         | 2025年6月18日       | BLAST               | 初回限定メンバーソロ盤 | HAYATO Ver.         | UPCH-7731           | 2位                 | ー           |
| 1st                         | 2025年6月18日       | BLAST               | 初回限定メンバーソロ盤 | NAOYA Ver.          | UPCH-7732           | 2位                 | ー           |

### アルバム
| No.                 | 発売日              | タイトル            | 形態                | 規格品番            | オリコン （週間）   |
| SDR（インディーズ） | SDR（インディーズ） | SDR（インディーズ） | SDR（インディーズ） | SDR（インディーズ） | SDR（インディーズ） |
| ------------------- | ------------------- | ------------------- | ------------------- | ------------------- | ------------------- |
| 1st                 | 2020年4月15日       | ON'O                | TYPE-A              | ZXRC-2062           | 12位                |
| 1st                 | 2020年4月15日       | ON'O                | TYPE-B              | ZXRC-2063           | 12位                |
| 1st                 | 2020年4月15日       | ON'O                | TYPE-C              | ZXRC-2064           | 12位                |
| 2nd                 | 2023年5月17日       | Departure           | 初回生産限定盤      | ZXRC-2097           | 6位                 |
| 2nd                 | 2023年5月17日       | Departure           | 通常盤              | ZXRC-2098           | 6位                 |

### EP
| No.                 | 発売日              | タイトル            | 形態                | 規格品番            | オリコン （週間）   | 初出アルバム |
| SDR（インディーズ） | SDR（インディーズ） | SDR（インディーズ） | SDR（インディーズ） | SDR（インディーズ） | SDR（インディーズ） |              |
| ------------------- | ------------------- | ------------------- | ------------------- | ------------------- | ------------------- | ------------ |
| 1st                 | 2022年2月16日       | YOUNG BLOOD         | 初回生産限定盤      | ZXRC-2086           | 3位                 | Departure    |
| 1st                 | 2022年2月16日       | YOUNG BLOOD         | 通常盤 TYPE-A       | ZXRC-2087           | 3位                 | Departure    |
| 1st                 | 2022年2月16日       | YOUNG BLOOD         | 通常盤 TYPE-B       | ZXRC-2088           | 3位                 | Departure    |
| 2nd                 | 2023年12月6日       | You are/Hook Up     | 初回限定盤          | ZXRC-2103           | 4位                 | ー           |
| 2nd                 | 2023年12月6日       | You are/Hook Up     | 通常盤              | ZXRC-2104           | 4位                 | ー           |
| 3rd                 | 2024年10月2日       | Fiesta              | 初回限定盤          | ZXRC-2113           | 1位                 | ー           |
| 3rd                 | 2024年10月2日       | Fiesta              | 通常盤              | ZXRC-2114           | 1位                 | ー           |

### デジタルシングル
| 配信日                      | タイトル              | 初出アルバム        |
| SDR（インディーズ）         | SDR（インディーズ）   | SDR（インディーズ） |
| --------------------------- | --------------------- | ------------------- |
| 2020年10月14日              | JUST LIKE ME          | ー                  |
| 2021年1月20日               | L.O.C.A               | ー                  |
| 2021年6月9日                | Video Chat            | ー                  |
| 2021年9月3日                | L.O.C.A (PT-BR ver.)  | ー                  |
| 2021年12月15日              | We Just Don’t Care    | ー                  |
| 2022年1月5日                | What’s Your Favorite? | ー                  |
| 2022年6月17日               | LUCKY                 | Departure           |
| 2022年9月5日                | Step Up               | Departure           |
| 2022年10月26日              | Good Day              | Departure           |
| 2023年1月18日               | YOU???                | Departure           |
| 2023年2月24日               | Get That (PT-BR ver.) | Departure           |
| 2023年4月26日               | Reflection            | Departure           |
| 2023年5月7日                | OPEN                  | Departure           |
| 2023年8月16日               | EVOL                  | ー                  |
| 2023年11月14日              | Freaking Happy        | ー                  |
| 2024年3月1日                | TALKIN’               | ー                  |
| 2024年4月10日               | DOMINO                | ー                  |
| 2024年6月21日               | Cross the Line        | ー                  |
| 2024年9月6日                | Fight or Die          | ー                  |
| 2024年11月4日               | SAVIOR                | ー                  |
| 2024年12月13日              | Ring The Bells        | ー                  |
| 2025年2月12日               | Map of The Mind       | ー                  |
| Polydor Records（メジャー） |                       |                     |
| 2025年4月18日               | BOOM BASH             | ー                  |

## タイアップ
| 曲名                                    | タイアップ                                                                        |
| --------------------------------------- | --------------------------------------------------------------------------------- |
| I'M SWAG                                | テレビ朝日系全国放送「Break Out」11月度オープニング・トラック                     |
| Dark Knight                             | 日本テレビ系「バズリズム02」2019年5月オープニングテーマ                           |
| Category                                | 日本テレビ系「バズリズム02」2019年10月オープニングテーマ                          |
| My Love                                 | FOD・优酷共同制作ドラマ「運命から始まる恋 -You are my Destiny-」主題歌            |
| Destiny もっと大きな愛で包み込むから... | FOD・优酷共同制作ドラマ「運命から始まる恋 -You are my Destiny-」挿入歌            |
| Shut Up! BREAKER                        | 日本テレビ系「バズリズム02」2020年4月オープニングテーマ                           |
| What’s Your Favorite?                   | テレビ東京系「部長と社畜の恋はもどかしい」2022年1月オープニングテーマ             |
| Step Up                                 | テレビ東京系アニメ「デュエル・マスターズ WIN」オープニングテーマ                  |
| We’ll rise again                        | 映画「バトルキング！！-We'll rise again-」主題歌                                  |
| TALKIN’                                 | テレビ東京系ドラマプレミア23「ブラックガールズトーク」エンディングテーマ          |
| SAVIOR                                  | 読売テレビドラマDiVE+「未成年〜未熟な俺たちは不器用に進行中〜」オープニング主題歌 |
| Map of The Mind                         | 映画「BATTLE KING!! Map of The Mind -序奏・終奏-」主題歌                          |
| Bittersweet                             | 読売テレビドラマDiVE「子宮恋愛」オープニング主題歌                                |

## 出演

### 映画
- バトルキング！！-Weʼll rise again-（2023年3月10日）
- BATTLE KING!! Map of The Mind -序奏・終奏-（2025年2月14日・3月14日）

### テレビ番組

#### 2018年
- 超! アイドル戦線～Men’s Side Girl’s Side～（TOKYO MX、5月17日･24日,11月15日）
- BEATNIKS（岩手めんこいテレビ、9月3日コメント出演）
- ゴゴスマ -GO GO!Smile!-（CBCテレビ、9月19日）
- ハルカウエノセカイ（TOKYO MX （MX2）、10月4日）
- ササシマBASE Lab.（中京テレビ、10月5日 インタビュー出演）
- メイプル超音楽（CBCテレビ、10月12日コメント出演）
- BOMBER-E（メ〜テレ、10月16日 インタビュー出演）
- ASUNAL FASHION PARTY ～秋のONLYコーデ教えちゃいます！～（中京テレビ、11月8日）
- Love music（フジテレビ、11月18日）
- Break Out（テレビ朝日、11月7･14･21･28日オープニングトラック）
- 吉田山田のドレミファイル♪（tvk、12月1日）

#### 2019年
- Love music内 ”サキガケ！インスタントmovies！”（フジテレビ、4月28日,10月13日）
- 音語[（テレビ北海道、5月24日）
- バズリズム02（日本テレビ、5月3･10･17･24･31日,10月4･11･18･25日OPテーマ 5月10日,10月18日スタジオLIVE）
- ぐるぐるトーキング～ONE N' ONLY（Music Japan TV、6月3日）
- BREAK OUT（テレビ朝日、6月12日,8月14日,21日,10月23日）
- BOMBER-E（メ〜テレ、10月1日コメント出演）

#### 2020年
- My Anniversary SONG〜HEISEI SOUND ARCHIVE〜（BS朝日、1月10日）
- Tune（フジテレビ系、3月7･14･21日）
- ZIP!SUNDAY（ABS、3月29日コメント出演）
- バズリズム02（日本テレビ、4月3･10･17･24日OPテーマ 4月10日スタジオLIVE）
- BEATNIKS（岩手めんこいテレビ、4月7日コメント出演）
- 二畳半レコード（福島中央テレビ、4月11日コメント出演）
- パロパロ（テレビユー福島、4月17日コメント出演）
- Love Music内”サキガケ！インスタントmovies！”（フジテレビ、4月19日）

#### 2021年
- 「Love music」サキガケ！TikTokコーナー（フジテレビ系、6月20日）

#### 2022年
- 「ピーチケパーチケ」（関西テレビ、11月2日コメント出演）
- 「カゴドキュ」（CBCテレビ、11月5日）
- 「ゲームズ・ボンド」（テレビ朝日関東ローカル、12月25日）
- 「よるのブランチ」（TBS、12月21日NAOYA出演）

#### 2023年
- 「よるのブランチ」次くるz世代ゲスト（TBS、1月25日）
- 「ONE N' ONLY スペシャル」（スペースシャワーTV PLUS、1月30日）
- 「Melodix! Fes 2023」出演：2月11日（テレビ東京、3月27日）
- 「歌のサンセット」（テレビ東京、4月28日TETTA・REI・KENSHIN・NAOYA出演）
- 「プレミアMelodiX!」（テレビ東京、6月19日）
- 「＃DayDay.」（日本テレビ、6月27日出演）
- 「ゲームズ・ボンド」（テレビ朝日関東ローカル、7月2日TETTA・REI出演）
- 「よるのブランチ」（TBS、9月6日TETTA・EIKU・NAOYA出演）
- 「ピーチケパーチケ」（関西テレビ、9月20日）
- 「プレミアの巣窟」（フジテレビ、10月29日）
- 「めざましテレビ」（フジテレビ、11月14日）
- 「テレ東60祭！ミュージックフェスティバル2023～一生聞きたい！昭和・平成・令和ヒット曲100連発～」（テレ東、11月15日）
- 「超音波」トーク＆ライブ（テレビ東京、12月22日）
- ONE N' ONLY 47都道府県ツアー密着スペシャル～ONE N' SWAG～　完全密着＆独占放送（CSテレ朝、Vol.1 12月23日）
- 「オールスター合唱バトル」（フジテレビ、12月28日TETTA・EIKU出演）
- CDTVライブ！ライブ！年越しスペシャル！2023→2024（TBS、12月31日）

#### 2024年
- ONE N' ONLY 47都道府県ツアー密着スペシャル～ONE N' SWAG～（CSテレ朝、Vol.2 2月11日・Vol.3,4 ４月放送予定）

### 配信番組
- ワンエンキッチンバトル（cookpad Live、2020年11月18日 - 2023年10月18日）
- EBiDAN LIVE SCHOOL!!!!（dTVチャンネル・ひかりTV、2021年3月14日）

### ラジオ番組

#### レギュラー番組
- ONE N’ ONLY ワンエンタイム（AuDee、2020年3月5 - 6月25日→7月2日 - レギュラー 毎週木曜配信）
- ONE N' ONLYのEBiDAN THE RADIO（CBCラジオ、2020年10月5日 - ）

#### 2018年
- Posh!（エフエム岩手、7月20日）
- Daily Cafe（fmいずみ、8月15日）
- PrizmaX presents “EBi-Dunk!!”（FM FUJI、8月16日）
- Groovin’J（RADIO3、8月22日)
- MAGIC（エフエム山形、8月23日）
- NEXT JAM 生出演（FM AICHI、9月19日）
- ナガオカ×スクランブル（CBCラジオ、9月19日）
- Oshi☆Men Fun Club(FM AICHI、9月23日）
- K-style（Fm yokohama、11月8日）
- 沈黙の金曜日（FM FUJI、11月9日）
- レコメン！（文化放送、11月20日）
- Tresen（Fm yokohama、11月19日 - 23日）
- Radio HITS Radio（Fm yokohama、11月24日）
- MUSIC BREAK（e-radio、12月20･25日）

#### 2019年
- 60TRY部（ラジオ日本、3月20日）
- ナガオカ×スクランブル（CBCラジオ、3月27日）
- GO GO RADIO（FM NORTH WAVE、4月22日）
- RADIO GROOVE（FM NORTH WAVE、4月25日）
- レコメン!（文化放送、5月1日）
- Radio HITS Radio（Fm yokohama、5月5日･25日,9月28日コメント出演,10月5日）
- EBiDAN THE RADIO（CBCラジオ、5,10月パーソナリティ）
- J-HITS FLOOR(FM NORTH WAVE、5月7日）
- MUSIC BREAK（e-radio、5月8日）
- PrizmaX presents “EBi-Dunk!!”内さとり少年団〜We Are SBC〜（FM FUJI、5月9日）
- Z-BOUNCE（Fm yokohama、5月10日,10月18日）
- ぽっぷんランキング（STVラジオ、5月18日）
- BeatAround834（メディアスエフエム、5月20日）
- カーナビラジオ午後一番!（HBCラジオ、5月21日）
- イッツ・ミー（AIR-G'、6月1,2日）
- K-styleF（m yokohama、8月8日）
- PrizmaX presents “EBi-Dunk!!”（FM FUJI、9月5日,10月24日代打MC）
- 四千ミルク（FM FUJI、10月2日）
- MUSIC BREAK（e-radio、11月12日 コメント出演）
- ミュージック・バズ（NHKラジオ第1、11月23日）

#### 2020年
- Radio HITS Radio（Fm yokohama、3月21日,10月10日）
- マイタウンRADIO（ラジオ3、3月24日コメント出演）
- PRIZMAX presents “EBi-Dunk!!”（FM FUJI、3月26日）
- タマリバ（ABSラジオ、3月27日コメント出演）
- MAGIC（Rhythm Station、3月31日コメント出演）
- 定禅寺ブギー（Date fm、4月3日コメント出演）
- tracks（Date fm、4月4日コメント出演）
- LOVE CONNECTION（TOKYO FM、4月6日）
- EBiDAN THE RADIO（CBCラジオ、4,5,6,7月パーソナリティ）
- ADVANCE FOLDER（ラヂオもりおか、4月7日コメント出演）
- Daily Cafe（fmいずみ、4月8日コメント出演）
- 夕刊ラジオ（エフエム岩手、4月17日コメント出演）
- BRASS presents ブラス・ミュージック（@FM(FM Aichi)、7月25日,8月1日）
- POP OF THE WORLD 番組内コーナー"YANASE MEMORY TUNES"（J-WAVE、10月10日コメント出演）
- Mint Juice Radio（InterFM897、10月13日）
- Z-BOUNCE(Fm yokohama、10月16日）

#### 2021年
- K-Style（Fm yokohama、1月21日リモートゲスト）
- Seasoning～season your life with music～（Audee、3月3日リモート出演）
- Z-BOUNCE（Fm yokohama、3月12日リモートゲスト）
- Radio HITS Radio（Fm yokohama、5月8日）
- RADIO GROOVE（FM NORTH WAVE、5月11日コメント出演）
- イッツ・ミー（AIR-G’、5月15,16日コメント出演）
- Radio WE!（FM NORTH WAVE、5月17日コメント出演）
- ナニモノ!（文化放送、6月12,19日）

#### 2023年
- 「ひる前ラジオ　うるさごぜん」（YBS山梨放送、8月17日EIKU電話出演）
- 「HAPPYパンチ！」（LuckyFM茨城放送、12月25日TETTA・HAYATOスタジオ生出演）
- 「ABCミュージックパラダイス」（ABCラジオ、12月26日コメント出演）

### 書籍

#### 2018年
- BoyAge -ボヤージュ- vol.5
- CanCam 10月号
- JUNON 11月号
- B-PASS 1月号

#### 2019年
- EBiDAN vol.13,14（さとり少年団,EBiSSHとしても出演）
- MUSiC UP‘S Vol.174,179
- 週刊TVガイド 5/10号
- B-PASS 6,11月号
- Audition blue 6月号
- CanCam 11月号
- JUNON 11月号
- SPARKS Vol.3

#### 2020年
- JUNON 3,5,7,12月号
- TVガイドdan vol.29
- BoyAge -ボヤージュ- vol.11
- 週刊TVガイド 3/13号
- B-PASS 5月号
- music UP’s Vol.185
- Audition blue 5月号
- Cancam 6月号
- Quick Japan vol.149

#### 2021年
- JUNON 3月号

#### 2023年
- GIANNA BOYFRIEND ＃03 SPECIAL EDITION（W表紙＆グラビア特集）
- JUNON 2024年 02月号《特別版》（表紙＆裏表紙：EBiDAN全メンバー）

## 写真集
- ONE N’ ONLY 1st PHOTO BOOK Jornada（2023年9月22日、主婦と生活社）

## ライブ・イベント

### ワンマンライブ･リリースイベント･主催イベント

#### 2018年
- OAO ～one and only～ EBiSSH vs SBC（4月29日,5月6日）
- ONE N' ONLY ～EBiSSH×SBC～ Zepp Tour 2018（10月7日,14日,19日）
- 1stシングル『I'M SWAG』全国フリーライブツアー（9月30日10月27日 - 11月25日）

#### 2019年
- 2ndシングル『Dark Knight』全国フリーライブツアー（2月24日 - 5月12日）
- crocsjp×ONE N’ ONLYシークレットイベント（4月11日）
- ONE N' ONLY～EBiSSH×SBC～ Dark Knight（5月24日 - 6月16日）
- 3rdシングル『Category / My Love』全国フリーライブツアー（8月11日 - 10月20日）
- ONE N’ ONLY ～EBiSSH×SBC～ Zepp Tour 2019（11月3日,4日,24日）
- ONE N' ONLY de X'mas 2019（12月15日）

#### 2020年
- 1stアルバム『ON'O』全国フリーライブツアー（2月29日 - 4月19日）新型コロナウイルスの感染拡大状況に伴う政府の方針により中止
- ONE N' ONLY～Shut Up! BREAKER TOUR 2020～（4月26日 - 5月17日）新型コロナウイルスの感染拡大状況に伴う政府の方針により中止
- ONE N' ONLY "Shut Up! BREAKER" Special Live（オンラインライブ、7月26日）
- 1N' 2N' ONE N' ONLY!! ～Special Live～（オンラインライブ、9月23日）
- 1N' 2N' ONE N' ONLY ～X'mas Live 2020～（オンラインライブ、12月23日）

#### 2021年
- ONE N' LIVE ～Zepp Tour 2021～（5月23日 - 6月26日）
- ONE N' LIVE ～Zepp Tour 2021～ "Special Edition"（7月10日）
- ONE N' LIVE ～Supreme One 2021～（10月23日,11月6日）

#### 2023年
- ホールツアー「ONE N' LIVE 2023～Deperture～（5月1日 - 5月21日）
- ONE N' SWAG～Hook Up!!!!!!～（2023年10月13日 - 2024年4月27日）

### その他のライブ・イベント

#### 2018年
- ASUNAL FASHION PARTY 2018（10月20日)
- Merry EBiSSHmas! 2018 ～with FRIENDS!～（EBiSSHとしても出演、12月2日)
- e-radio presents."SHIGA NOW"（12月9日)

#### 2019年
- KANSAI COLLECTION 2019 SPRING & SUMMER オープニングアクト（3月17日）
- ナガオカ×スクランブル THE LIVE2019（3月30日）
- SWISH TOUR 2019 ～Spring Edition～（4月6日,14日）
- 音語2周年記念トーク＆ライブ presented byひまわり（4月21日）
- BREAK OUT祭 2019（7月5日）
- SHIBUYA SUMMIT 2019 supported by SWISH, だんぜん!!FES, JOL*fes（さとり少年団,EBiSSHとしても出演、7月15日）
- 2019 RABまつり（9月7日）
- メ～テレ秋音祭（10月12日） 台風により中止
- BOYS POP! Presents TOWER SPARKS!! vol.1（11月10日）
- EXPERIENCE Vol.1（11月22日）
- スペシャプラスまつり -TWO CONNECT-（12月1日）

#### 2020年
- KANSAI COLLECTION 2020 SPRING & SUMMER（3月1日）新型コロナウイルス感染対策の政府の要請により中止
- 「第31回 マイナビ 東京ガールズコレクション 2020 AUTUMN/WINTER ONLINE」FAKE MOTION STAGE（9月5日）

#### 2021年
- 「KANSAI COLLECTION 2021 SPRING & SUMMER」LIVE ACT（3月7日）

#### 2023年
- The Galaxy Music Festival Vol.1（9月29日）※TETTA欠席
- 「テレ東60祭！ミュージックフェスティバル2023～一生聞きたい！昭和・平成・令和ヒット曲100連発～」（11月15日）

#### 2024年
- OTOKOMAEフェス（1月16日）
- スパイストラベラーpresents マサラ―フェス2024（1月20日）

## コラボレーション
- スペシャルコラボカフェ「ONE N' ONLY CAFÉ」（原宿･AREA-Q、2019年9月27日 - 10月20日）[79]
- ONE N' ONLY ビッグエコーコラボルーム（2019年9月18日 - 12月5日） [80]
- ONE N’ ONLY × SSUNDAYYコラボTシャツ（2022年8月10日 - 8月19日）